# Angry Birds Go!
Angry Birds Go! este un joc video și este al optulea joc din seria de jocuri video Angry Birds. Jocul a fost dezvoltat de Rovio Entertainment și Exient Entertainment, sponsorizat de jocurile mobile ale lui Red Bull și a fost lansat pe 11 decembrie 2013. Jocul este compatibil cu Hasbro Telepods care îi vor permite jucătorului să convoace un anumit kart. Piesele de joc sunt localizate pe Piggy Island în 3D. Jocul are, de asemenea, kart-uri de upgrade și puteri unice pentru fiecare personaj.

## Capitole
Fiecare capitol din Angry Birds Go! se concentrează pe un curs separat cu 2 sau 3 etape care fie dispune de un concurent pentru cursa contra în Champion Chase sau o oportunitate de a concura în Slalom. 

Note: Seedway este singurul capitol cu 2 etape și prima etapă (Red) nu poate fi reluată.
| # | Capitol           | Concurenți                             | Data lansării     | Numărul de nivele |
| - | ----------------- | -------------------------------------- | ----------------- | ----------------- |
| J | Jenga             | Niciunul                               | 11 decembrie 2013 | Nu                |
| D | Daily Event       | Bani și Pietre                         | 20 martie 2014    | 1,2,3,4,5,6,7     |
| W | Weekly Tournament | Red, Chuck și prietenii de pe Facebook | 6 mai 2014        | 6 pe săptămână    |
| 1 | Seedway           | Red (deja deblocat), Stella și Bomb    | 11 decembrie 2013 | 10                |
| 2 | Rocky Road        | The Blues, Regele Porc și Terence      | 11 decembrie 2013 | 15                |
| 3 | Air               | Bubbles, Matilda și Porcul cu Mustață  | 11 decembrie 2013 | 15                |
| 4 | Stunt             | Hal, Porcul cu Cască și Chuck          | 11 decembrie 2013 | 15                |
| 5 | Sub Zero          | Niciunul, dar are curse în Slalom      | 20 martie 2014    | 15                |